# 前海周大福金融大廈
前海周大福金融大廈是深圳市前海合作區的商業建築，由兩座大廈組成，於2023年落成。北塔樓高220米，設有43層；南塔樓高130米。
2016年8月，新世界發展與周大福企業合作投得深圳市前海深港現代服務業合作區T201-0092宗地土地使用權，代價為42.072億元人民幣。新世界發展和周大福企業分別位佔有項目30%及70%股權。
2021年8月，前海周大福金融大廈南塔以32億元人民幣的代價易手。
2024年6月，新世界發展以14.4億元人民幣向周大福企業出售前海周大福金融大廈北塔30%股權。交易完成後，周大福企業全資持有前海周大福金融大廈全部股權。

## 外部連結
- 前海周大福金融大廈 （页面存档备份，存于）